# Kreis Olpe
Der Kreis Olpe liegt im Südosten von Nordrhein-Westfalen im Sauerland. Er gehört zum Regierungsbezirk Arnsberg, ist Teil des Landschaftsverbands Westfalen-Lippe und gehört zur Region Südwestfalen. Sitz und bevölkerungsstärkste Stadt des Kreises ist die Stadt Olpe. Dieser Kreis weist mit ca. 135.000 Einwohnern von allen Kreisen in Nordrhein-Westfalen die niedrigste Bevölkerungszahl auf.

## Geographie
Der Kreis Olpe hat eine Fläche von ca. 710 km². Der Durchmesser in Nord-Süd-Ausrichtung beträgt ca. 36 km, in Ost-West-Ausrichtung ca. 38 km. Der niedrigste Punkt des Kreises Olpe liegt in der Gemeinde Finnentrop nordwestlich von Rönkhausen mit 224 m über NN.
Die höchsten Punkte über NN des Kreises Olpe sind die Berge:
- Härdler (Stadt Lennestadt) 756 m
- Hohe Hessel (Gemeinde Kirchhundem) 743 m
- Wildhöfer (Gemeinde Kirchhundem) 725 m
- Riesenberg (Gemeinde Kirchhundem) 720 m

### Nachbarkreise
Der Kreis Olpe grenzt im Uhrzeigersinn im Westen beginnend an die Kreise Oberbergischer Kreis, Märkischer Kreis, Hochsauerlandkreis und Siegen-Wittgenstein (alle in Nordrhein-Westfalen) sowie an den Landkreis Altenkirchen (Westerwald) (in Rheinland-Pfalz).

## Geschichte
Nach dem Übergang des ehemaligen Herzogtums Westfalen an Preußen entstand im Jahr 1817 zunächst der Kreis Bilstein mit Sitz in Bilstein. Zum 1. Januar 1819 wurde der Sitz des Kreises nach Olpe verlegt und gleichzeitig der Kreis nach der neuen Kreisstadt umbenannt. Die Gemeinde Schönholthausen aus dem Kreis Bilstein wurde in den neu gebildeten Kreis Eslohe eingegliedert.
Erster Landrat war Caspar Freusberg. In den 1820er Jahren wurde der Kreis in die sieben Bürgermeistereien Attendorn, Bilstein, Drolshagen, Kirchhundem, Olpe, Valbert und Wenden unterteilt, von denen die Bürgermeisterei Valbert 1832 in den Kreis Altena umgegliedert wurde.
Nach Einführung der Landgemeinde-Ordnung für die Provinz Westfalen wurden die Bürgermeistereien in den 1840er Jahren in Ämter überführt. Die Stadt Attendorn war seit 1843 und die Stadt Olpe seit 1858 amtsfrei. Im Kreis Olpe bestanden seitdem sechs Ämter und insgesamt 21 Gemeinden:
| Amt         | Gemeinden                                                           |
| ----------- | ------------------------------------------------------------------- |
| Attendorn   | Landgemeinde Attendorn und Helden                                   |
| Bilstein    | Elspe, Förde, Kirchveischede und Rahrbach                           |
| Drolshagen  | Stadt Drolshagen und Landgemeinde Drolshagen                        |
| Kirchhundem | Heinsberg, Kirchhundem, Kohlhagen, Lenne, Oberhundem und Saalhausen |
| Olpe        | Kleusheim, Landgemeinde Olpe und Rhode                              |
| Wenden      | Römershagen und Wenden                                              |

Wirtschaftlich waren Teile des Kreises Olpe in vorindustrieller Zeit wirtschaftliches Zentrum des Herzogtums Westfalens. Vor allem die Blechherstellung rund um Olpe war von überregionaler Bedeutung. Auch andere eisenindustrielle Betriebe waren von erheblicher Bedeutung. Gegen die industrielle Konkurrenz konnten diese Produkte freilich nicht bestehen. Daher kam es in der ersten Hälfte des 19. Jahrhunderts zu einem Prozess der Deindustrialisierung und Agrarisierung. Damit verbunden waren überdurchschnittlich hohe Aus- und Abwandererzahlen. Im Wesentlichen ohne personelle Kontinuität entwickelte sich, nicht zuletzt dank einer Eisenbahnverbindung in den 1860er-Jahren, eine industrielle Blechherstellung. Außerdem waren der Bergbau und andere gewerbliche Bereiche von großer Bedeutung (siehe Liste von Bergwerken im Kreis Olpe). Es gab bis ins 20. Jahrhundert eine bedeutende Lederindustrie.
Am 24. Dezember 1930 wurde die Gemeinde Förde in Grevenbrück umbenannt.
Im Gegensatz zu verschiedenen Nachbarkreisen blieb der Umfang des Kreises Olpe bei der kommunalen Neugliederung in Nordrhein-Westfalen weitgehend unverändert. Durch das Gesetz zur Neugliederung des Landkreises Olpe wurden 1969 zwanzig Gemeinden des Kreises mit drei Gemeinden des Amtes Serkenrode (Kreis Meschede) zu sieben neuen amtsfreien Gemeinden zusammengeschlossen. Die sechs Ämter des Kreises wurden aufgelöst. Gleichzeitig wurde die Kreisgrenze zwischen dem Kreis Olpe und dem Oberbergischen Kreis durch Gebietsaustausch im Bereich Drolshagen/Lieberhausen verändert. Der Hauptteil der Gemeinde Lenne wurde durch das Sauerland/Paderborn-Gesetz am 1. Januar 1975 in die Stadt Schmallenberg im Hochsauerlandkreis eingegliedert.

### Einwohnerentwicklung

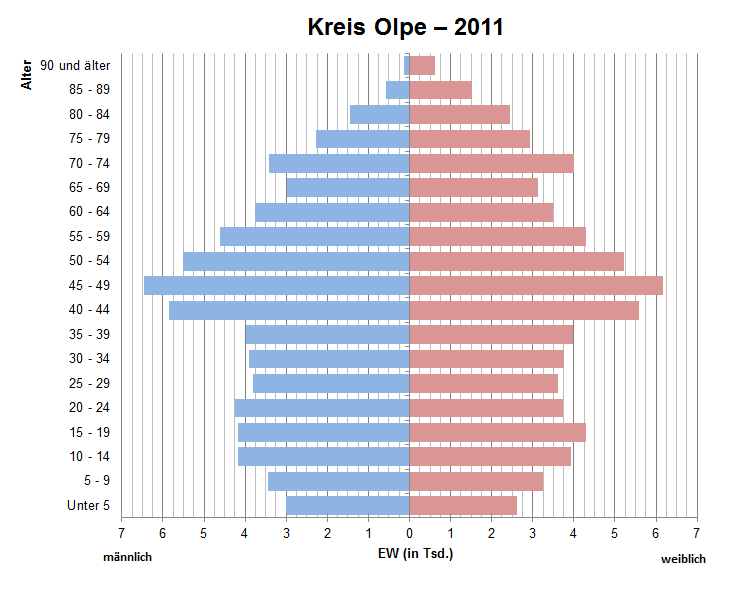
Bevölkerungspyramide für den Kreis Olpe (Datenquelle: Zensus 2011)

| Jahr | Einwohner |
| ---- | --------- |
| 1819 | 23.959    |
| 1832 | 22.8200   |
| 1871 | 30.949    |
| 1880 | 34.142    |
| 1900 | 41.179    |
| 1910 | 50.279    |
| 1925 | 59.946    |
| 1939 | 66.479    |
| 1950 | 85.660    |

| Jahr | Einwohner |
| ---- | --------- |
| 1960 | 93.800    |
| 1970 | 119.800   |
| 1980 | 122.619   |
| 1990 | 130.471   |
| 2000 | 141.207   |
| 2010 | 138.961   |
| 2020 | 133.362   |
| 2022 | 134.439   |

## Politik

### Kreistag und Landräte

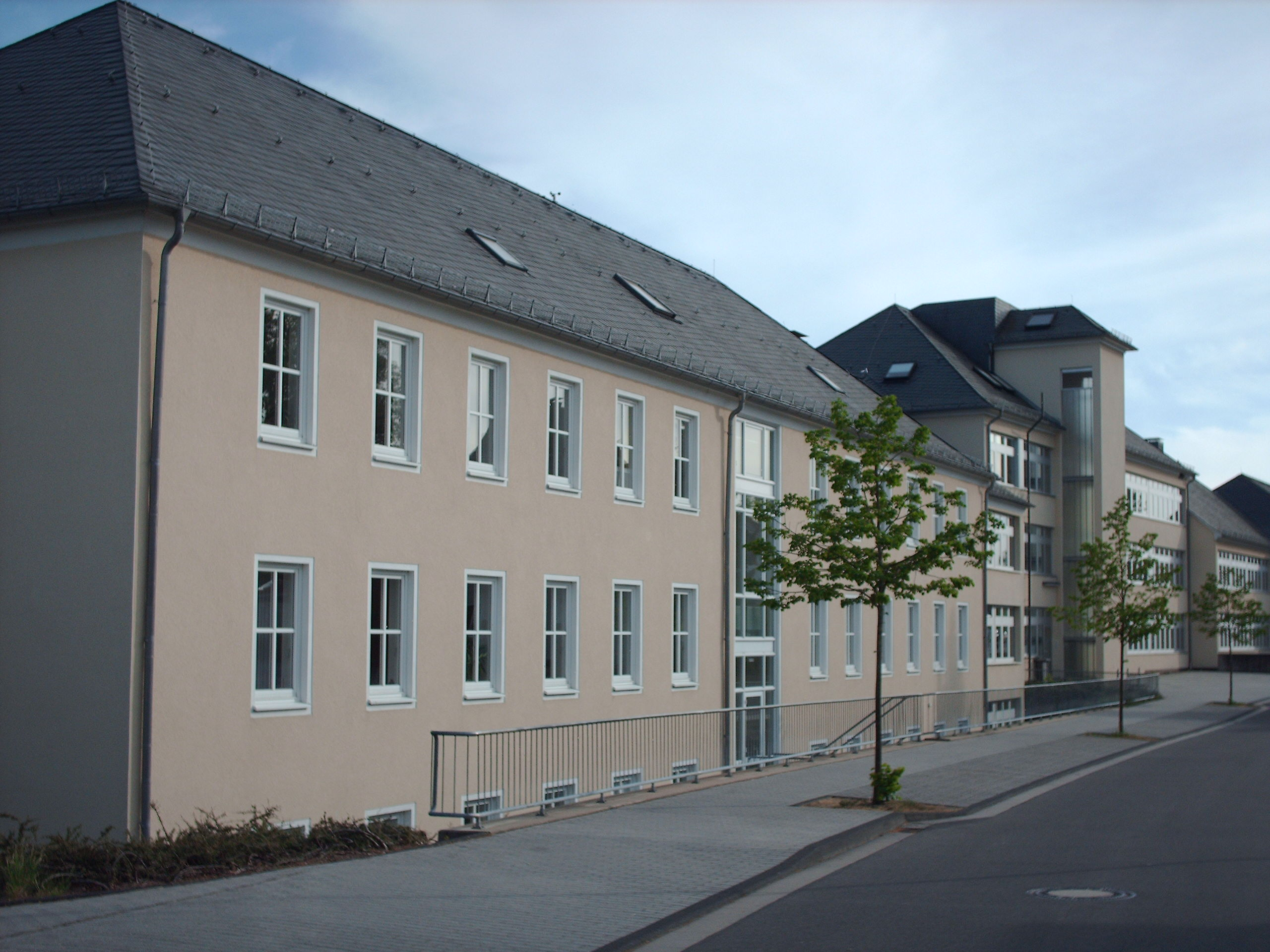
Kreishaus Olpe

Das Wahlergebnis zum Kreistag und die Sitzverteilung der Kommunalwahl 2020 zeigen die nebenstehenden Diagramme.
Seit 2020 ist Theo Melcher (CDU) der Landrat des Kreises Olpe. Zuvor war er 23 Jahre lang Kreisdirektor. Er folgte auf Frank Beckehoff (CDU), der ursprünglich Oberkreisdirektor gewesen war und nach dem Ende der kommunalen Doppelspitze in NRW im Jahr 1999 zum ersten hauptamtlichen Landrat gewählt und danach mehrfach im Amt bestätigt worden war. 
Frühere ehrenamtliche Landräte waren:
| Landrat               | Amtszeit                         |
| Caspar Freusberg      | 1817–1836                        |
| Adolf Freusberg       | 1837–1869                        |
| Joseph Freusberg      | 1870–1883                        |
| Friedrich Freusberg   | 1886–1916                        |
| Caspar Freusberg      | 1917–1926                        |
| Bernhard Wening       | 1926–1933                        |
| Herbert Evers         | 1933–1941                        |
| Heinrich Otto Spies   | 11. April 1945 – 20. Juli 1945   |
| Richard Klewer        | 21. Juli 1945 – 21. Februar 1946 |
| Josef Schrage (CDU)   | 19. Juni 1946 – 22. Okt. 1953    |
| Josef Metten (CDU)    | 1. Nov. 1953 – 30. Juli 1966     |
| Helmut Kumpf (CDU)    | 4. Okt. 1966 – 27. Jan. 1971     |
| Horst Limper (CDU)    | 28. April 1971 – 15. Juli 1984   |
| Hanspeter Klein (CDU) | 30. Sept. 1984 – 30. Sept. 1999  |

### Wappen
Das Kreiswappen ist von Silber und Gold gespalten; vorne in Silber ein schwarzes Kreuz, hinten in Gold zwei rote Balken. Mit dem Kreuz wird an die historische Zugehörigkeit des Kreisgebietes zu Kurköln erinnert, mit dem hinteren Teil des Wappens wird auf die jahrhundertealte Verbindung mit dem Haus von Fürstenberg hingewiesen.

### Parlaments-Abgeordnete

#### Bundestag
Florian Müller (CDU) vertritt den Wahlkreis Olpe/Märkischer Kreis I im Deutschen Bundestag. Er gewann 2021 das Direktmandat. Die unterlegene Kandidatin der SPD, Nezahat Baradari, gehört dem Parlament seit Januar 2019 über die Landesliste an. Von 1994 bis 2009 war Hartmut Schauerte (CDU) Volksvertreter für den damaligen Bundestagswahlkreis Olpe – Siegen-Wittgenstein II bzw. für den späteren Bundestagswahlkreis Olpe – Märkischer Kreis I, zu dem der ganze Kreis Olpe und der südliche Teil des Märkischen Kreises (Halver, Herscheid, Kierspe, Lüdenscheid, Meinerzhagen und Schalksmühle) gehören. Den Kreis Olpe vertrat von 2009 bis 2021 Matthias Heider (CDU). Er gewann stets das Direktmandat.

#### Landtag
Bei der Landtagswahl in Nordrhein-Westfalen 2017 wurde Jochen Ritter (CDU) mit 54,7 Prozent der Stimmen als direkt gewählter Kandidat des Wahlkreises Olpe in den Landtag Nordrhein-Westfalen gewählt, bei der Landtagswahl in Nordrhein-Westfalen 2022 wurde Ritter wiedergewählt. Zuvor hatte Theodor Kruse (CDU) dieses Mandat inne.

## Wirtschaft und Verkehr
Im Zukunftsatlas 2019 belegte der Kreis Olpe Platz 138 von 401 Landkreisen, Kommunalverbänden und kreisfreien Städten in Deutschland und zählt damit zu den Regionen mit „leichten Chancen“. In der Ausgabe von 2016 lag er auf Platz 168 von 401.

### Schienen- und Busverkehr
Der Kreis Olpe wird von zwei Eisenbahnstrecken erschlossen:
- der zweigleisigen elektrifizierten Ruhr-Sieg-Strecke, auf der

der Dortmund-Siegerland-Express (RE 34) von Dortmund über Werdohl und Finnentrop nach Siegen,
die Intercity-Linie 34 von Münster über Dortmund und Siegen nach Frankfurt sowie
die Ruhr-Sieg-Bahn (RB 91) von Hagen nach Siegen mit Halt an allen Zwischenstationen verkehren, und
- der eingleisigen Bahnstrecke Finnentrop–Freudenberg, auf der

der Biggesee-Express (RB 92) von Finnentrop nach Olpe verkehrt, der von der Dreiländerbahn betrieben wird. Hier kommen Dieseltriebfahrzeuge vom Typ LINT27 zum Einsatz.

### Straßen
Der Kreis Olpe wird von zwei Bundesautobahnen durchquert:
- der A 4 (E 40) Aachen–Görlitz und
- der A 45 (Sauerlandlinie, E 41) Dortmund–Aschaffenburg.

Außerdem führen mit der B 54 (Meinerzhagen – Olpe – Kreuztal), B 55 (Bergneustadt – Drolshagen – Olpe – Lennestadt – Eslohe), B 236 (Plettenberg – Finnentrop – Lennestadt – Schmallenberg) und B 517 (Kreuztal – Kirchhundem – Lennestadt) vier Bundesstraßen durch das Kreisgebiet.

### Flugplätze
Im Kreis Olpe befinden sich zwei Sonderlandeplätze:
- Flugplatz Attendorn-Finnentrop (ICAO-Code EDKU) auf dem Gebiet der Gemeinde Finnentrop und
- Flugplatz Hünsborn (ICAO-Code EDKH) auf dem Gebiet der Gemeinde Wenden.

## Gemeinden
Der Kreis Olpe gliedert sich in sieben kreisangehörige Gemeinden, von denen drei den Status Mittlere kreisangehörige Stadt tragen.
| Name        | Einwohner | Fläche     | Einw./km² | Status                         | AGS        |
| ----------- | --------- | ---------- | --------- | ------------------------------ | ---------- |
| Attendorn   | 023.554   | 097.92 km² | 241       | mittlere kreisangehörige Stadt | 05 966 004 |
| Drolshagen  | 011.913   | 067.11 km² | 178       | kreisangehörige Stadt          | 05 966 008 |
| Finnentrop  | 017.022   | 104.42 km² | 163       | kreisangehörige Gemeinde       | 05 966 012 |
| Kirchhundem | 011.509   | 148.63 km² | 077       | kreisangehörige Gemeinde       | 05 966 016 |
| Lennestadt  | 024.238   | 135.59 km² | 179       | mittlere kreisangehörige Stadt | 05 966 020 |
| Olpe        | 024.695   | 085.88 km² | 288       | mittlere kreisangehörige Stadt | 05 966 024 |
| Wenden      | 019.415   | 072.56 km² | 268       | kreisangehörige Gemeinde       | 05 966 028 |
|             | 132.346   | 712.11 km² | 186       | Kreis Olpe                     | 05 966     |

(Einwohnerzahlen vom 31. Dezember 2024)

## Kfz-Kennzeichen
Am 1. Juli 1956 wurde dem Landkreis Olpe bei der Einführung der bis heute gültigen Kfz-Kennzeichen das Unterscheidungszeichen OE zugewiesen. Es wird durchgängig bis heute ausgegeben.